# Digital Visual Interface

Digital Visual Interface (DVI) er en videodisplaygrænseflade udviklet af Digital Display Working Group (DDWG). Det digitale interface bruges til at forbinde en videokilde, såsom en video display controller, til en visningsenhed, såsom en computerskærm. Det blev udviklet med det formål at skabe en industristandard for overførsel af ukomprimeret digitalt videoindhold.